# 格拉納德爾蒙費拉托河
格拉納德爾蒙費拉托河（義大利語：Grana del Monferrato）是意大利的河流，屬於波河的右支流，河道全長47公里，平均流量每秒2.2立方米，發源自格拉納附近，河口處在瓦倫扎東北面。